# ملیس کیلی
ملیس کیلی (استونیایی: Meelis Kiili; ۲۰ مارس ۱۹۶۵) سرلشکر اهل استونی است. از دسامبر ۲۰۱۲ تا ژوئیه ۲۰۱۹، او فرمانده نیروهای دفاع ملی استونی بود.

## زندگی شخصی
کیلی زاده ۲۰ مارس ۱۹۶۵ متأهل و دارای دو دختر است. قبل از حرفه نظامی، از سال ۱۹۸۴ تا ۱۹۹۱ در دانشگاه علوم زیستی استونی تحصیل کرده‌است.
وی در مه ۲۰۱۵ به لیست افراد تحریم شده روسیه اضافه شد و مانع از ورود او به روسیه شد.